# China Southern Airlines
China Southern Airlines Company Limited és una aerolínia xinesa amb seu a Guangzhou, a la província de Guangdong. Fou fundada l'1 de juliol del 1988 com a conseqüència del procés de reestructuració de CAAC Airlines. Es tracta de la cinquena aerolínia del món i la primera d'Àsia per nombre d'avions (545 a desembre del 2017). Opera una flota mixta d'Airbus, Boeing i Embraer, a més de tenir encarregats avions de Comac.